# Piapoco
Piapoco (Piapoko, Dzaze, Tsase) /tsase =Tsase,  "people of the toucan,"/ indijansko pleme porodice arawakan s donjeg toka Vichade i pritoka i rijeka Meta i Guaviare u Kolumbiji i susjednom dijelu Venezuele, duž Orinoca u blizini San Fernando de Atapapa
Piapoco sami sebe nazivaju Dzaze (Tsese). Danas su gotovo potpuno akulturirani. Prihvatili su zapadnjačko odijevanje i španjolski kao prvi jezik. Danas se bave poljodjelstvom (manioka, kukuruz, banana, riža), a drže i svinje i piliće. Vješti su u drvorezbarstvu (figurice životinja) i izradi košara od vlakana biljaka curagua, cucurito, tirite, chiquichique i cumare.
Ženidba je egzogamna, i u nekim slučajevima poligamna, a tada prva žena ima više ovlasti od ostalih, ali nema mnogo sporova među njima. Najmlađoj ženi zapada i najteži posao, rad u polju, dok je starija zadužena za kućanstvo.
U socijalnoj strukturi, nuklearna obitelj osnovna je jedinica šire, proširene obitelji. Svaka proširena obitelj ima vlastitog poglavicu, a žene i djeca svake obitelji ovise o muževima i očevima. Podijeljeni su na pet patrilinearnih klanova koji svoje porijeklo imaju u petorici mitske braće.
Sva svoja znanja o poljodjelstvu Piapoco zahvaljuju kulturnom heroju i stvoritelju Kúwai-Séiri. On ih je naučio tajnama sadnje manioke i kako od nje napraviti jestivu hranu.